# سالار مگس‌ها (فیلم ۱۹۹۰)
«سالار مگس‌ها» (انگلیسی: Lord of the Flies (1990 film)) یک فیلم است که در سال ۱۹۹۰ منتشر شد. از بازیگران آن می‌توان به بالتازار گتی و جیمز بج دیل اشاره کرد.این فیلم اقتباسی از رمان با همین نام و نوشته ویلیام گلدینگ میباشد .ویلیام گلدینگ این کتاب را در سال 1954 نوشته است .